# Emma Sproson

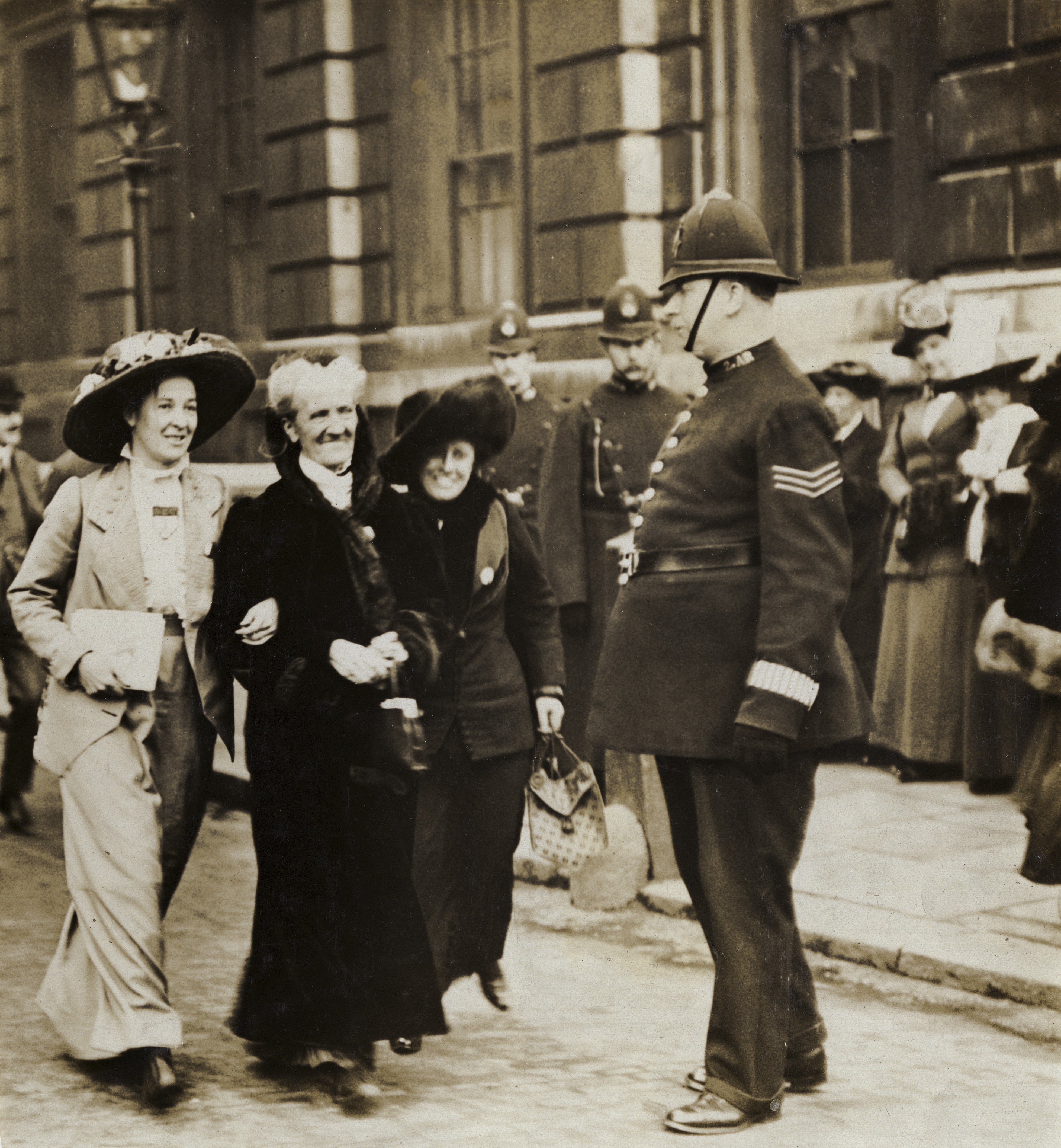
Edith How Martyn, Charlotte Despard und Emma Sproson (von links), 1914

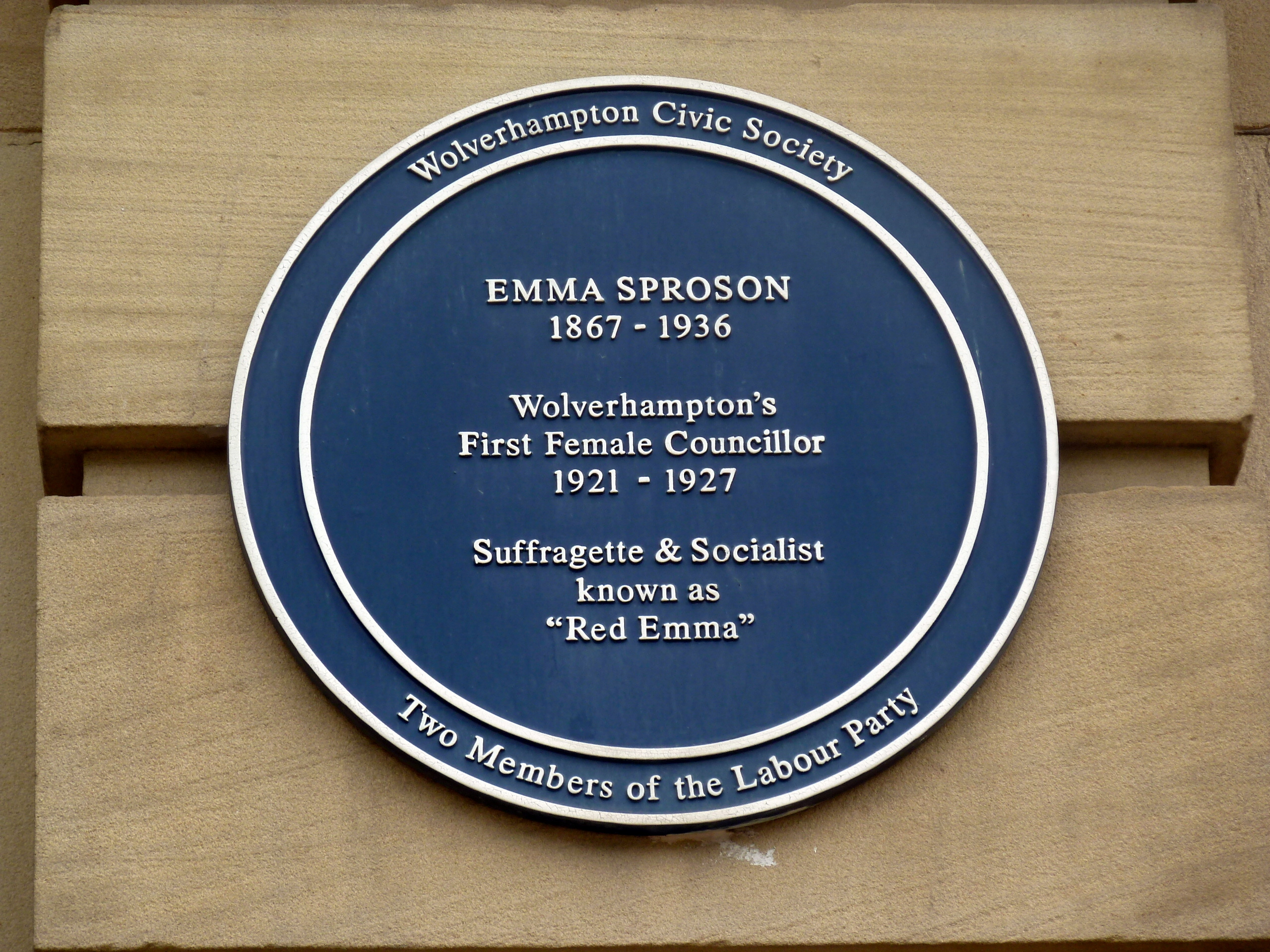
Blue plaque für Emma Sproson in Wolverhampton

Emma Sproson, geborene Lloyd (* 13. April 1867 in West Bromwich, Staffordshire; † 22. Dezember 1936 in Tettenhall, Staffordshire), war eine englisch-britische Suffragette, Frauenrechtlerin, Sozialistin und Lokalpolitikerin. Sproson stammte aus der Arbeiterklasse. Sie war in den Midlands aktiv, wurde die erste weibliche Stadträtin von Wolverhampton und erhielt dabei den Spitznamen „Red Emma“.

## Leben
Sproson wurde als eines von sieben Kindern von Ann, geborene Johnson, und ihrem Mann John Lloyd, einem Kanalbootbauer, geboren. Der Vater war Alkoholiker und die Familie lebte in extremer Armut. Mitte der 1870er Jahre zog die Familie nach Wolverhampton, und etwa zur gleichen Zeit begann Sproson in Teilzeit zu arbeiten, indem sie Botengänge erledigte oder Kohle von den örtlichen Halden und Abraumhalden holte.
Um 1876, im Alter von neun Jahren, verließ sie das Elternhaus und wurde Hausangestellte, war aber in der Lage an vier Tagen pro Woche zur Schule zu gehen. Im Alter von dreizehn Jahren erhielt sie eine Stelle in einem Geschäft, wurde jedoch entlassen, nachdem sie den Bruder des Besitzers beschuldigt hatte, ihr sexuelle Avancen gemacht zu haben. Arbeitslos zog sie nach Lancashire, um Arbeit zu finden; sie unterrichtete an einer Sonntagsschule und trat einem kirchlichen Debattierverein bei.
Bei einer Teilnahme an einer öffentlichen politischen Versammlung versuchte Sproson Lord Curzon eine Frage zu stellen, was der mit der Begründung abtat, dass „sie eine Frau sei und kein Stimmrecht habe“. Der Vorfall wird als entscheidender Moment für Sprosons Einsatz für das Frauenwahlrecht angesehen.
1895 kehrte Sproson nach Wolverhampton zurück und hatte genug Geld, um ein Geschäft zu eröffnen; höchstwahrscheinlich einen Laden im Vorderzimmer des Hauses, das sie zunächst mit ihrer Mutter teilte. Zu dieser Zeit wurde sie Mitglied der Independent Labour Party (ILP) und heiratete im August 1896 Frank Sproson, einen Postbeamten und Sekretär des ILP-Zweigs in Wolverhampton, der ebenfalls die Bewegung für das Frauenwahlrecht unterstützte. Das Paar hatte vier Kinder, von denen drei überlebten: Frank (* 1899), Chloris (* 1897) und George (* 1906).
Im Oktober 1906 lud Frank Sproson Emmeline Pankhurst von der Women’s Social and Political Union (WSPU) ein, auf einer ILP-Veranstaltung zu sprechen. Sproson führte den Vorsitz bei der Versammlung, und Pankhurst übernachtete im Haus des Paares. Sproson schloss sich kurz darauf der WSPU an und begann eine Briefkampagne an lokale Zeitungen.
Anfang 1907 nahm Sproson an Wahlrechtsversammlungen in London teil, und am 13. Februar besuchte sie eine WSPU-Versammlung in der Caxton Hall, gefolgt von einem Marsch zum Parlament. Die Demonstrantinnen versuchten, mit Gewalt in den Palace of Westminster einzudringen; die Polizei griff ein und Sproson und andere wurden verhaftet. Vor die Wahl gestellt, entweder eine Geldstrafe oder eine zweiwöchige Gefängnisstrafe zu zahlen, entschied sie sich für die Inhaftierung. Im folgenden Monat wurde sie erneut verhaftet, als sie von Caxton Hall zum Parlament marschierte. Sie kam für einen Monat ins Holloway Prison, wo sie von Christabel Pankhurst, der Mitbegründerin der WSPU, besucht wurde.
Nach ihrer Entlassung nahm Sproson an einem Mittagessen teil, das zur Feier der Freilassung aller Inhaftierten veranstaltet wurde, und hielt eine Rede. Sie kehrte nach Wolverhampton zurück, wo sie und ihre WSPU-Mitstreiterin Sarah Jane Baines auf einer öffentlichen Versammlung sprachen, bevor sie auf eine WSPU-Vortragsreise durch das Black Country ging.
Ende 1907 oder Anfang 1908 verließ Sproson, die mit der autoritären Art und Weise, in der die Pankhursts die WSPU leiteten, zunehmend unzufrieden war, die Organisation und schloss sich mit anderen der Women’s Freedom League (WFL) an. Die WFL propagierte auch einen nicht-militanten, gewaltfreien Einsatz für das Frauenwahlrecht. Im Februar 1908 wurde sie Sekretärin des WFL-Zweiges in Wolverhampton und Mitglied der nationalen Exekutive.
Sproson war Mitglied der Women's Tax Resistance League, die sich weigerte, Steuern an eine Regierung zu zahlen, die sie nicht wählen dürfte. Steuerverweigerung war auch eine Politik der WFL. Im Mai 1911 wurde sie für sieben Tage ins Gefängnis gesteckt, weil sie sich weigerte, für eine Hundemarke zu bezahlen. Sie trat in den Hungerstreik und wurde als politische Gefangene neu eingestuft. Ihr Hund wurde von der Polizei erschossen.
Im November 1911 schloss sich Sproson der WFL-Führerin Charlotte Despard und drei weiteren WFL-Mitgliedern als Delegation an, um den Premierminister H. H. Asquith zu treffen. Im April 1912 war Sproson auch von Despards autokratischer Kontrolle über die WFL enttäuscht und verließ die Organisation. Sie beteiligte sich nicht mehr an nationalen Kampagnen, sondern konzentrierte sich stattdessen auf die Kommunalpolitik.
1919 und 1920 kandidierte Sproson bei den Kommunalwahlen für die Labour Party im Wahlbezirk Wolverhampton Park, wurde aber nicht gewählt. Im Jahr 1921 kandidierte sie für den Wahlbezirk Dunstall, wo sie erfolgreich war; damit wurde sie das erste weibliche Ratsmitglied in Wolverhampton. Als Zeichen ihres Sieges schwenkte sie eine rote Fahne auf dem Balkon des Rathauses von Wolverhampton, was ihr den Spitznamen „Red Emma“ einbrachte. Sie war in Ausschüssen tätig, die sich mit dem Gesundheitswesen – insbesondere der psychischen Gesundheit – und der Unterbringung alleinstehender Mütter befassten. Ende 1922 deckte sie finanzielle Korruption im örtlichen Fieberkrankenhaus auf, obwohl die anschließende Untersuchung die Vorwürfe zurückwies; daraufhin wurde sie von der Labour Party gerügt. Sproson verteidigte sich erfolgreich bei den lokalen Nachwahlen 1924, verließ aber die Labour Party vor den nächsten Wahlen 1927; sie kandidierte als unabhängige Kandidatin, verlor aber.
Sprosons Gehör ließ in ihren späteren Jahren nach, und sie starb 1936. Die Historikerin Jane Martin kommt zu dem Schluss, dass „Sprosons Karriere aus der Arbeiterklasse der Midlands ein lebendiges Gegengewicht zu einer Sichtweise der Frauenwahlrechtsbewegung bildet, die diese als überwiegend bürgerlich und auf London konzentriert darstellt“.